# Гарриг, Шарлотта
Шарлотта Гарриг Масарик (чеш. Charlotta Garrigue-Masaryková; 20 ноября 1850, Бруклин, Нью-Йорк, США — 13 мая 1923, Ланы) — жена чешского философа, политика и президента первой Чехословацкой республики Томаша Масарика.

## Биография
Она родилась в унитаристской семье гугенотского происхождения по линии отца. Её мать была наследницей первых пассажиров прибывших в Северную Америку на Мэйфлаувере.
Шарлотта Гарриг родилась в 1850 году в Бруклине (ныне один из районов Нью-Йорка). Она была третьей из одиннадцати детей богатого американского торговца — Рудольфа Гаррика. У неё было семь сестер и три брата. Большую часть детства провела в Бронксе.
В 1877 году она поехала к другу, который учился в консерватории в Лейпциге, где Шарлотта встретила своего будущего мужа Томаша Масарика.
После начала Первой мировой войны, её муж уехал в изгнание с дочерью Ольгой, чтобы добиваться международной поддержки независимости народов Австро-Венгерской монархии, в частности, чехов и словаков. Во время войны, миссис Масарик находилась под надзором полиции, в то время как дочь Алиса была под арестом. Ситуация стала ещё хуже, когда сын Герберт умер от тифа в 1915 году. Все эти трудности сказались на здоровье Шарлотты Масарик. В декабре 1918 года Томаш Гаррик Масарик вернулся в Прагу в качестве первого президента Чехословакии. Семья стала жить в Пражском Граде, часто проводить время в замке в селе Ланы.
У Томаша и Шарлотты было шесть детей — Алиса (1879 г.р.), Герберт (1880 г.р.), Ян (1886 г.р.), Элеонора (1890 г.р.), Ольга (1891 г.р.), Анна (умерла в младенчестве).
Госпожа Масарик умерла в 1923 году, её муж в 1937.